# Théodore Muret
Pour les articles homonymes, voir Muret.
Théodore César Muret (Rouen, 24 janvier 1808 - Soisy-sous-Montmorency, 23 juillet 1866) est un auteur dramatique, poète, essayiste et historien français.

## Biographie
Né dans une famille protestante chassée de France après la révocation de l’Édit de Nantes, il commence des études de droit à Rouen, qu'il termine à Genève. Avocat puis journaliste politique et théâtral à La Mode (1831-1834), La Quotidienne, L'Opinion publique (1848-1849) ou encore L'Union, ses pièces ont été représentées sur les plus grandes scènes parisiennes du XIXe siècle : Théâtre du Palais-Royal, Théâtre des Folies-Dramatiques, Théâtre des Variétés, Théâtre de l'Odéon etc.
Légitimiste, il est emprisonné deux fois en 1842 et 1845 pour ses opinions.

## Œuvres

### Théâtre
- Corneille à Rouen, comédie en 2 acte, 1829
- Le Docteur de Saint Brice, drame en deux actes, avec Cogniard frères, 1831
- Paul Ier, drame historique en 3 actes et en prose, avec Cogniard frères, 1831
- Le Tasse à l'hôpital Sainte-Anne, scène historique (1580), 1835
- Les Droits de la femme, comédie en 1 acte, 1837
- Pour ma mère !, drame-vaudeville en 1 acte, avec Cogniard frères, 1837
- Pretty, ou Seule au monde !, comédie en un acte, mêlée de chant, avec de Courcy, 1837
- Le Cousin du Pérou, comédie-vaudeville en 2 actes, avec Michel Delaporte et Lubize, 1837
- Les Coulisses, tableau-vaudeville en deux actes, 1838
- Juana ou Deux Dévouements, drame en 1 acte, mêlé de chant, 1838
- Le Médecin de campagne, comédie-vaudeville en 2 actes, avec Frédéric de Courcy et Emmanuel Théaulon, 1838
- Les Bamboches de l'année, revue mêlée de couplets, 1839
- Le Docteur de Saint-Brice, drame en 2 actes, mêlé de couplets, avec Cogniard frères, 1840
- L'Élève de Presbourg, opéra-comique en un acte, 1840
- Une journée chez Mazarin, comédie en 1 acte, mêlée de couplets, avec Fulgence de Bury et Alexis Decomberousse, 1840
- 1841 et 1941, ou Aujourd'hui et dans cent ans, revue fantastique en 2 actes, avec Cogniard frères, 1841
- Une vocation, comédie en 2 actes, mêlée de couplets, avec de Courcy, 1841
- Mil huit cent quarante et un et Mil neuf cent quarante et un..., revue fantastique, avec Cogniard frères, 1842
- Les Philanthropes, comédie en trois actes, en vers, avec de Courcy, 1842
- Les Îles Marquises, revue de 1843, en 2 actes, avec Cogniard frères, 1844
- Si j'étais homme ou les canotiers de Paris, comédie vaudeville en 2 actes, avec Laurencin, 1846
- Les Marrons d'Inde, ou les Grotesques de l'année, revue fantastique en 3 actes et 8 tableaux, avec Cogniard frères, 1848
- La Course au plaisir, revue de 1851, en 2 actes et 3 tableaux, avec Michel Delaporte et Gaston de Montheau, 1851
- Michel Cervantès, drame en cinq actes, en vers, 1856
- Les Dettes, comédie en 3 actes, en vers, 1859

### Histoire
- Jacques le Chouan : Madame en Vendée, 1833
- Le Chevalier de Saint-Pont (histoire de 1784), 1834
- Gresset (Jean-Baptiste-Louis), 1836
- Mademoiselle de Montpensier, histoire du temps de la Fronde (1652), 1836
- Histoire de Paris depuis son origine jusqu'à nos jours, 1837
- Les Grands hommes de la France, 2 vol., 1837-1838
- Souvenirs de l'Ouest, 1839
- Vie populaire de Henri de France, 1840
- La Vie et la mort du duc d'Orléans, prince royal, 1842
- Le Grand convoi de la ville de Rouen, 1843
- Voyage et séjour de Henri de France dans la Grande-Bretagne, octobre 1843-janvier 1844, 1844
- Histoire de l'armée de Condé, 2 vol., 1844
- Vie populaire de Bonchamps, 1845
- Vie populaire de Cathelineau, 1845
- Vie populaire de Charette, 1845
- Vie populaire de Georges Cadoudal, 1845
- Vie populaire de Henri de La Rochejaquelein, 1845
- Mariage de Henri de France, relation populaire, 1846
- Histoire des guerres de l'Ouest : Vendée, chouannerie (1792-1815), 1848
- Vie de Henri de France, abrégé, 1849
- Les Ravageurs, 1850
- Album de l'exil, 1850
- Histoire de Henri Arnaud, pasteur et chef militaire des Vaudois du Piémont, résumé de l'histoire vaudoise, 1853
- Les Galériens protestants, 1854
- Italie. Au roi Victor-Emmanuel, au comte de Cavour, au général Garibaldi, 1860
- Histoire de Jeanne d'Albret, reine de Navarre, précédée d'une Étude sur Marguerite de Valois, sa mère, 1861
- L'Histoire par le théâtre, 1789-1851, 3 vol., 1865

### Essais
- Georges, ou Un entre mille, 1835
- Simples questions d'un ignorant au sujet des chemins de fer en général, et du chemin de fer de Paris à Rouen et au Havre en particulier, 1842
- Le Drapeau anglais, 1843
- La Vérité aux ouvriers, aux paysans, aux soldats, simples paroles, 1849
- Casse-cou ! socialisme, impérialisme, orléanisme, 1849
- Démocratie blanche, 1850
- Le Bon messager, almanach pour l'an de grâce 1842, 1851
- Paroles d'un protestant, 1855
- A travers champs, souvenirs et propos divers, 1858
- Le Théâtre-français de la rue de Richelieu, histoire théâtrale, 1861

### Poésies
- A propos d'un chien, non daté
- Le Nez rouge, non daté
- Comment on dégénère, 1847
- Paris à Dieppe, discours en vers, 1852

### Roman
- Une histoire de voleur, 1845